# Khorkhog

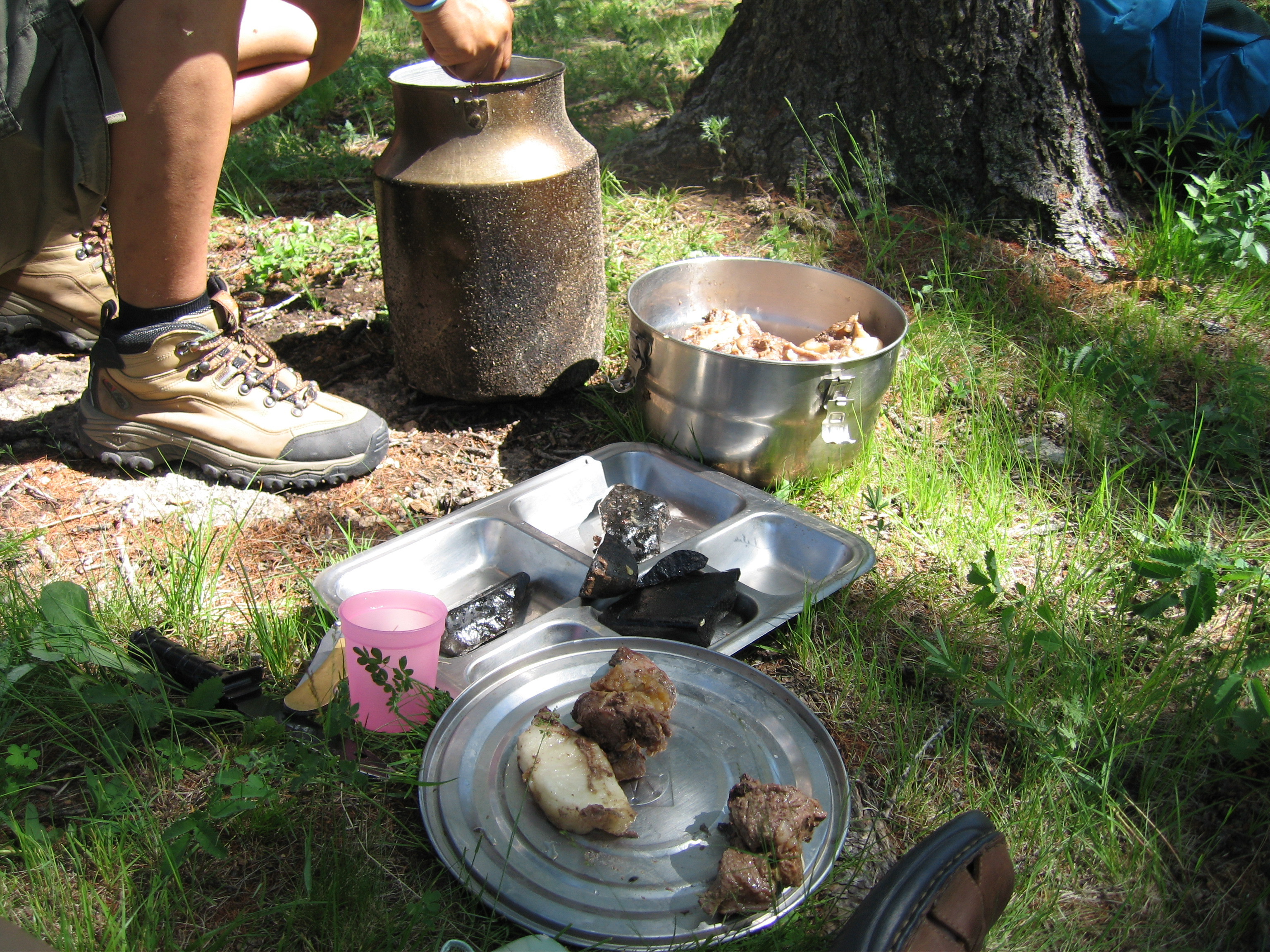
Repas de khorkhog. Remarquez le pot à lait en métal, la pierre noire et le morceau de viande bouillie ; le pot à lait en métal a servi à la cuisson.

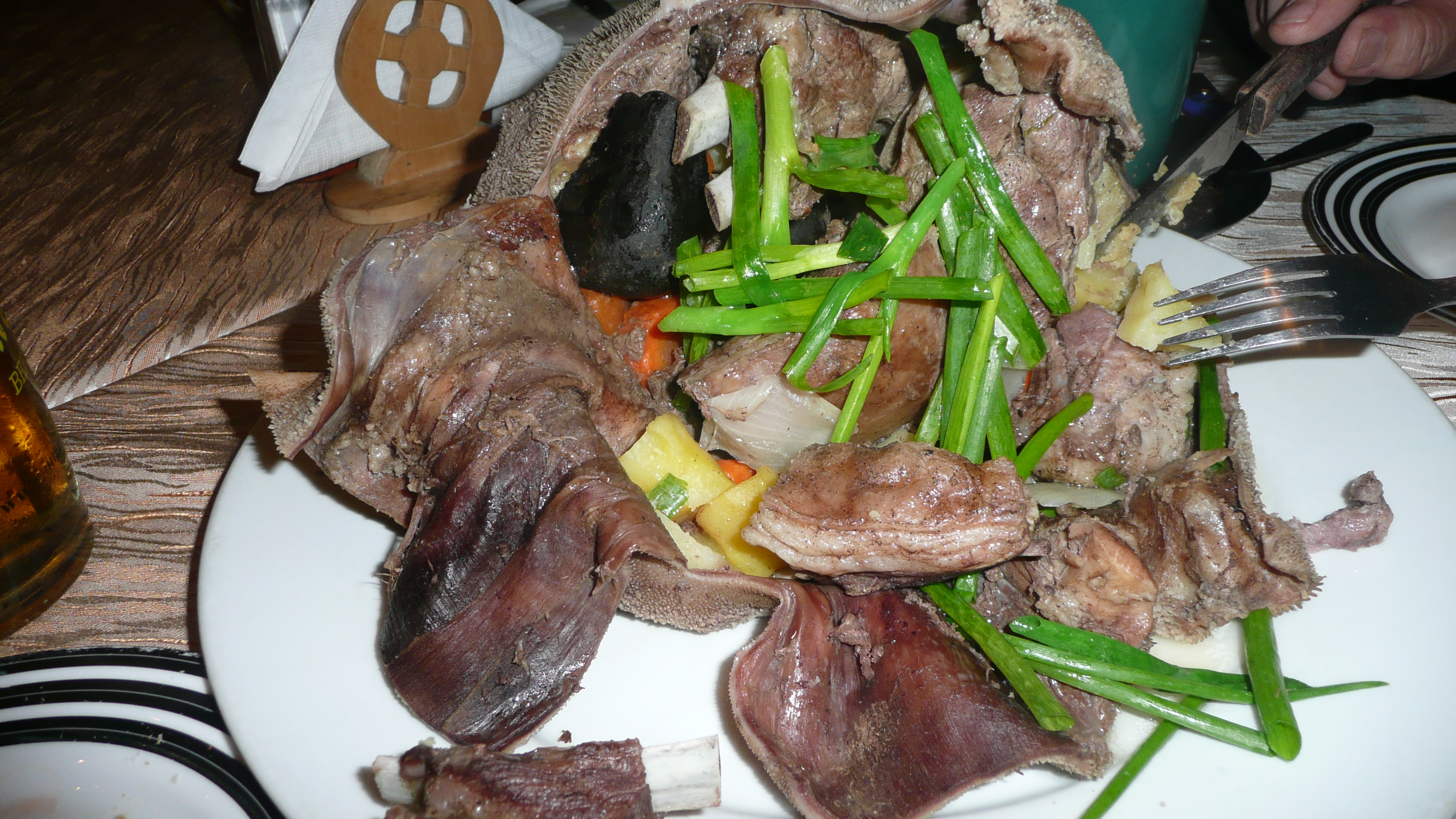
Khorkhog servi dans un restaurant à Oulan-Bator.

Le khorkhog (mongol : xopxoг) est un plat de la cuisine mongole. Le khorkhog est élaboré en faisant cuire des morceaux de viande dans un récipient qui contient également des pierres très chaudes et de l'eau. Il est souvent également chauffé de l'extérieur,.

## Préparation
Pour ce mets, les Mongols prennent de l'agneau (ou de la viande de chèvre) et le coupent en morceaux de taille appropriée, tout en laissant les os attachés. Le cuisinier place ensuite dix à vingt pierres de la taille d'un poing sur un feu. Lorsque les pierres sont suffisamment chaudes, elles sont mises avec la viande dans le récipient de cuisson choisi. Les aliments et les pierres sont placés en couche, une couche de pierre, une couche de viande, une couche de légumes et ainsi de suite. Les pichets à lait en métal sont un choix traditionnel et typique, bien que tout récipient suffisamment solide pour contenir les pierres chaudes puisse faire l'affaire. Il faut aussi que le récipient ferme hermétiquement.
La chaleur des pierres et la vapeur feront cuire la viande à l'intérieur du récipient. Le cuisinier peut également le mettre sur le feu ou sur la cuisinière si les pierres ne sont pas assez chaudes. Les pierres deviendront noires sous l'effet de la chaleur et de la graisse de l'agneau qu'elles absorbent. Les pierres peuvent prendre jusqu'à une heure et demie pour cuire suffisamment la viande. Lorsque le plat est prêt, le cuisinier distribue des portions de viande avec les pierres chaudes qui sont lancées de main en main et qui auraient des propriétés bénéfiques,.
Les convives mangent généralement le khorkhog avec leurs doigts, bien que des couteaux puissent être utilisés pour séparer la viande de l'os. 
Le khorkhog est un plat populaire dans la cuisine mongole mais il n'est généralement pas servi dans les restaurants.  